# Čestlice
Čestlice település Csehországban, a Kelet-prágai járásban. Čestlice Dobřejovice, Nupaky, Prága és Průhonice településekkel határos. Lakosainak száma 741 fő (2024. január 1.).

## Népesség
A település lakosságának változását az alábbi diagram mutatja:
| Lakosok száma | 313  | 345  | 352  | 313  | 347  | 405  | 644  | 685  | 684  | 741  |
|               | 1869 | 1890 | 1921 | 1950 | 1980 | 2001 | 2017 | 2019 | 2022 | 2024 |